# Retractació de publicació acadèmica
Una retractació en l'àmbit científic fa referència a la retirada d'un article. Amb això s'afirma que l'article no s'hauria d'haver publicat d'un bon començament. Si l'article només té defectes menors, el que s'espera, per contra, seria una correcció d'aquests defectes. Si un article és retirat normalment cal esperar un avís de retractació en la revista o mitjà on era publicat. Abans de la popularització d'Internet aquest tipus d'avisos eren difícils de trobar. Algunes revistes també mencionen el motiu pel qual ha estat retirat.
D'entre els motius que poden portar a la retirada es pot enumerar: dades falsificades, errors, plagi o altres tipus de frau científic, disputes dels autors o si no es poden replicar amb èxit els estudis que s'hi recullen.